# Francesca Indelicato
Francesca Indelicato (ur. 27 kwietnia 1995) – włoska zapaśniczka walcząca w stylu wolnym. Zajęła piąte miejsce na mistrzostwach Europy w 2021. Dziesiąta na igrzyskach europejskich w 2019. Brązowa medalistka mistrzostw śródziemnomorskich w 2015 roku.